# Веджвуд Ноуелл
Веджвуд Ноуелл (англ. Wedgwood Nowell; 24 січня 1878 — 17 червня 1957) — американський актор театру та кіно, режисер, продюсер і музикант. За свою сценічну кар'єру, яка почалася приблизно в 1901 році, він поставив 144 п'єси. Пізніше, працюючи в кіно, він зіграв щонайменше в 140 постановках на екрані між 1915 і 1940 роками.
Гаррі Веджвуд Ноуелл народився 1878 року, помер 1957 року.

## Фільмографія
- 1920 — 813
- 1934 — Клеопатра / Cleopatra
- 1934 — Одержимі коханням / Hell Bent for Love
- 1936 — Теодора божеволіє / Theodora Goes Wild
- 1941 — Щиро твій